# اسپیرمنت راینهو
اسپیرمنت راینهو (به انگلیسی: Spearmint Rhino) (آوایش انگلیسی: /ˈs. pɪ. əm. ɪnt /ˈra. ɪn. əʊ/) یک شرکت سرگرمی است که اداره کلوپ‌های برهنگی به صورت زنجیره‌ای برعهده دارد . 

## کلوپ اسپیرمنت راینهو
جان گری ، مالک کمپانی اسپیرمنت راینهو (Spearmint Rhino Consulting Worldwide) ، پیش از آغاز فعالیت کلوپ اسپیرمنت راینهو ، کلوپ ورزش‌های میله‌ای برهنه (به انگلیسی: Dames N' Games Topless Sports Bars) ، کلوپ دختران کالیفرنیا (به انگلیسی: California Girls Gentlemen's Clubs)، کاباره گورخرهای آبی (به انگلیسی: Blue Zebra Adult Cabaret) ، میخانه برهنگان کثیف (به انگلیسی: Dirty's Topless Bar) توسط او تأسیس شده بود . کلوپ اسپیرمنت راینهو در سال ۲۰۱۰ به عنوان اولین کلوپ برهنگی آزاد (غیر بزرگسالان) در لس‌آنجلس بازگشایی شد .  مرکز شرکت اسپیرمنت راینهو در نورکو ، کالیفرنیا قرار دارد . اداره کلوپ‌های اسپیرمن راینهو با کلوپ اسپیرمنت راینهو لندن است.  بازدیدکنندگان می توانند هر روز صبح از ساعت 14:00 به Spearman Rhineho مراجعه کنند. تا ساعت 2:00 بامداد

## نام اسپیرمنت راینهو
نام اسپیرمنت راینهو که در ترجمه قورباغه کرگدنی معنا می‌دهد ، صاحبان اسپیرمنت راینهو معتقدند که نام برند آنها یک نام کد برای گروه‌های خلافکاری نیست و آن‌ها این نام را برای جلب توجه انتخاب کرده‌اند . 